# Cethosia tisamena
Cethosia tisamena är en fjärilsart som beskrevs av Hans Fruhstorfer 1912. Cethosia tisamena ingår i släktet Cethosia och familjen praktfjärilar. Inga underarter finns listade i Catalogue of Life.